# 시노비 (영화)
시노비(忍, Shinobi)는 일본에서 제작된 시모야마 텐 감독의 2005년 액션, 드라마, 멜로/로맨스, 판타지 영화이다. 나카마 유키에 등이 주연으로 출연하였다.

## 출연

### 주연
- 나카마 유키에
- 오다기리 죠

### 조연
- 구로타니 토모카
- 사와지리 에리카
- 시이나 깃페이
- 마스 타케시
- 코가 미츠키
- 사카구치 타쿠
- 키노시타 호우카
- 이토 순
- 리리
- 테라다 미노루
- 니시나 마사키
- 나가사와 토시야
- 마츠시게 유타카
- 이시바시 렌지
- 키타무라 카즈오
- 야시키 히로코

## 제작진
- 원작자: 야마다 후타로
- 미술: 이소미 토시히로